# Ibiosfera
Ibiosfera ou também denominada Instituto iBiosfera para Conservação e Desenvolvimento Sustentável é uma  organização não-governamental que tem por objetivo de mobilizar as pessoas para a preservação do meio ambiente. 
A ONG dedica-se prioritariamente a preservação e conservação de áreas da mata atlântica, tendo como princípio o caráter multidiscipinar da preservação, ou seja várias áreas técnicas, com perspectiva diferenciada para a execução de uma mesma função, deste modo dando enfâse no desenvolvimento sustentável e no uso racional dos recursos naturais. Seus projetos englobam desde a construção de uma área de preservação integrada de meio ambiente em Pedro de Toledo, a produção literária sobre as espécies de mamíferos em nosso país.'